# سفارة الجزائر في أوكرانيا
سفارة الجزائر في أوكرانيا هي أرفع تمثيل دبلوماسي لدولة الجزائر لدى أوكرانيا. تقع السفارة في كييف وهي تهدف لتعزيز المصالح الجزائرية في أوكرانيا.

## وصلات خارجية
- الموقع الرسمي
- قائمة سفارات الجزائر
- قائمة السفارات في أوكرانيا